# Заводской городской совет
Заводской городской совет (укр. Заводська міська рада) — входит в состав
Лохвицкого района
Полтавской области
Украины.
Административный центр городского совета находится в 
г. Заводское.

## Населённые пункты совета
- г. Заводское
- с. Вишневое